# Sto dvacet
Sto dvacet je název live alba kapely Sto zvířat, které bylo vydáno v roce 2011, a je průřezem dosavadní tvorby skupiny.

## Seznam skladeb
1. Nejkratší cesta

2. Novgorod

3. Chicago 1933

4. Přístav

5. Vrány

6. Píseň

7. Romeo a Julietta

8. Dap-Geo

9. Jak zmírnit děs

10. Alžír

11. Skandál

12. Podpaží

13. Dáma s čápem

14. Nikdy nic nebylo

15. Škola